# Abe no Sadato
Abe no Sadato est un nom japonais traditionnel ; le nom de famille (ou le nom d'école), Abe, précède donc le prénom (ou le nom d'artiste).
Abe no Sadato (安倍 貞任, 1019-22 octobre 1062) est un samouraï du clan Abe de l'époque de Heian de l'histoire du Japon. Sadato est le fils d'Abe no Yoritoki, chinjufu shogun (général chargé de surveiller des Ainus et de la défense du nord). Au cours de la guerre de Zenkunen, Sadato combat les Minamoto aux côtés de son père.
Minamoto no Yoriyoshi et son fils Yoshiie arrivent dans le nord de la province de Mutsu contrôlée par les Abe pour rétablir l'autorité du gouverneur partout dans la province, Abe no Yoritoki, le père de Sadato, ayant outrepassé son pouvoir. En conséquence, les deux clans se battent pendant environ neuf ans, avec quelques trêves, au cours d'une période de douze ans, de 1051 à 1063.
Le père de Sadato est tué en 1057, aussi Sadato devient-il chef du clan et mène l'effort de guerre contre les Minamoto. Il les affronte à la bataille de Kawasaki, dans une tempête de neige, les défait et les poursuit pendant une courte période. D'autres combats suivent au cours desquels les attaques de Sadato, ainsi que le mauvais temps et le terrain, affaiblissent ses ennemis. Cependant, en 1062, les Minamoto reçoivent des renforts et Sadato leur fait face pour la dernière fois. Il est assiégé dans une forteresse sur la Kuriya-gawa et après plusieurs jours de combats, son approvisionnement en eau détourné, ses défenses attaquées et la forteresse en feu, Sadato se rend. Les Minamoto retournent à Kyoto l'année suivante, portant sa tête comme trophée.

## Source de la traduction
- (en) Cet article est partiellement ou en totalité issu de l’article de Wikipédia en anglais intitulé « Abe no Sadato » (voir la liste des auteurs).